# Works (album)
Pour les articles homonymes, voir Works.
Compilations de Pink Floyd
A Collection of Great Dance Songs
(1981) Shine On
(1992)
Works est une compilation du groupe de rock progressif britannique Pink Floyd sortie en 1983.

## Historique
Works rassemble dix chansons de Pink Floyd enregistrées entre 1967 et 1973. Elle comprend notamment l'inédit Embryo, qui n'était jusqu'alors paru que sur la compilation Picnic – A Breath of Fresh Air (en) éditée par le label Harvest Records en 1970. Les chansons Brain Damage et Eclipse, tirées de l'album The Dark Side of the Moon, figurent dans des versions remixées.
Cet album est publié par Capitol Records le 18 juin 1983 aux États-Unis et atteint la 68e place du classement Billboard 200. Il est réédité au format CD en 1987.

## Titres
| 1. | One of These Days              | David Gilmour, Nick Mason, Roger Waters, Richard Wright | Meddle (1971)                    | 5:50 |
| 2. | Arnold Layne                   | Syd Barrett                                             | single (1967)                    | 2:52 |
| 3. | Fearless                       | David Gilmour, Roger Waters                             | Meddle (1971)                    | 5:38 |
| 4. | Brain Damage (version remixée) | Roger Waters                                            | The Dark Side of the Moon (1973) | 3:50 |
| 5. | Eclipse (version remixée)      | Roger Waters                                            | The Dark Side of the Moon (1973) | 1:45 |

| 6.  | Set the Controls for the Heart of the Sun                                                   | Roger Waters | A Saucerful of Secrets (1968)              | 5:23 |
| 7.  | See Emily Play                                                                              | Syd Barrett  | single (1967)                              | 2:54 |
| 8.  | Several Species of Small Furry Animals Gathered Together in a Cave and Grooving with a Pict | Roger Waters | Ummagumma (1969)                           | 4:47 |
| 9.  | Free Four                                                                                   | Roger Waters | Obscured by Clouds (1972)                  | 4:07 |
| 10. | Embryo                                                                                      | Roger Waters | Picnic – A Breath of Fresh Air (en) (1970) | 4:39 |

## Musiciens
- Syd Barrett : guitare (2, 6, 7), chant (2, 7)
- David Gilmour : guitare (1, 3-5, 8-10), basse (1), chant (3, 10), chœurs
- Nick Mason : batterie, percussions, effets, voix (1)
- Roger Waters : basse, effets, chant (4, 5, 6, 9), voix (8), chœurs
- Richard Wright : claviers, piano, synthétiseur, chœurs